# Ponte del drago
Il Ponte del Drago (in vietnamita Cầu Rồng) è un ponte sul fiume Hàn a Da Nang, in Vietnam.

## Descrizione
La costruzione del ponte è iniziata il 19 luglio 2009 (lo stesso giorno dell'inaugurazione del vicino ponte Thuận Phước), quando l'ex primo ministro del Vietnam Nguyễn Tấn Dũng e molti alti funzionari governativi hanno partecipato alla cerimonia inaugurale. 
Il Dragon Bridge è lungo 666 m, largo 37,5 m e dispone di sei corsie per il traffico. La campata principale è stata completata il 26 ottobre 2012. Il ponte è stato aperto al traffico il 29 marzo 2013, nel 38º anniversario della liberazione della città di Da Nang. Ad un costo di quasi VND 1.500.000 milioni dong (US $ 88m), il ponte è stato progettato da Ammann & Whitney Consulting Engineers con sede negli Stati Uniti con Louis Berger Group. 
Questo moderno ponte attraversa il fiume Han al Le Dinh Duong / Bach Dang rotonda , che fornisce il collegamento più breve via dall'aeroporto internazionale di Da Nang a altre strade principali nella città di Da Nang, e un percorso più diretto al My Khe Beach e la spiaggia di Non Nuoc all'estremità orientale della città. Il ponte è stato progettato e costruito a forma di drago e per sputare fuoco e acqua ogni sabato e domenica sera alle 21:00.